# Små grodorna
Små grodorna (dt. Die kleinen Frösche) ist ein schwedisches Lied mit dazugehörigem Tanz, das hauptsächlich mit der Feier zum Mittsommerabend und mit dem traditionellen Tanz um den Majstång (eine Art Maibaum) verknüpft ist.

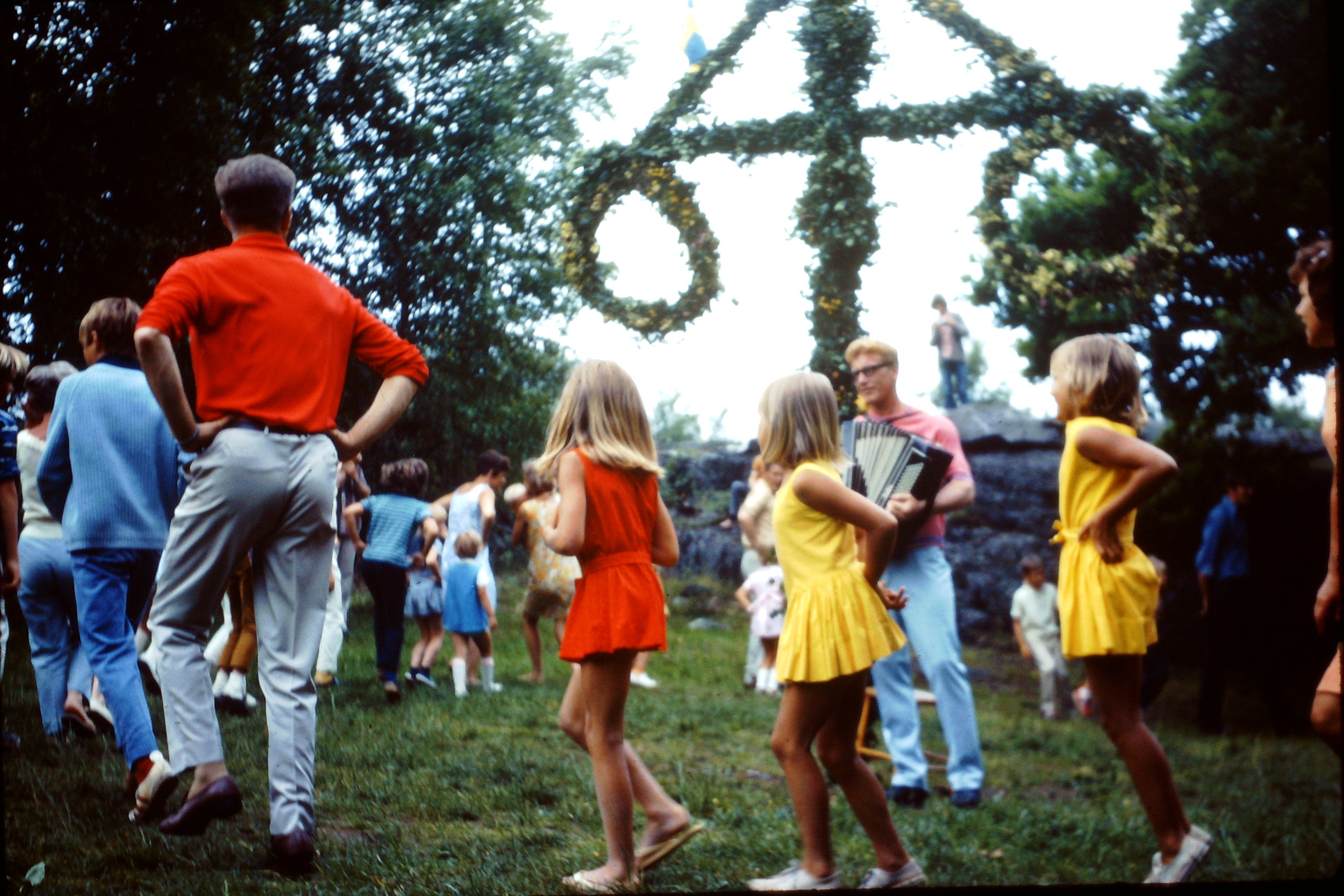
Små-grodorna-Tanz (1969)

Der Tanz wird abwechselnd springend und in der Hocke ausgeführt. Dabei wackelt man bei den Textstellen, in denen fehlende Ohren und ein fehlender Schwanz besungen werden, mit den Händen neben den Ohren bzw. am Steiß. Manchmal wird das Lied mit anderen Tierarten fortgesetzt, dabei wird das Wort keine gegebenenfalls passend ersetzt.
Das Lied mit dazugehörigem Tanz wird von vielen Bürgern als ein wichtiger Teil der schwedischen Kultur angesehen. Kritisch berichtet wurde in der Presse, dass es von der schwedischen Botschaft in Paris in einem Test abgefragt wurde, um entscheiden zu können, ob die lange im Ausland weilende schwedische Staatsbürger noch genug Anknüpfungspunkte zu Schweden besitzen, um ihre Staatsbürgerschaft behalten zu dürfen.
Das Lied wird im Film Minority Report von Steven Spielberg bei einem Augenarzt (gespielt von Peter Stormare) gesungen. Hier wird jedoch anstelle von Ohren (öron) das Wort Augen (ögon) benutzt.

## Text
Små grodorna, små grodorna

Die kleinen Frösche, die kleinen Frösche

är lustiga att se.

sind lustig anzusehen.

Små grodorna, små grodorna

Die kleinen Frösche, die kleinen Frösche

är lustiga att se.

sind lustig anzusehen.

Ej öron, ej öron,

Keine Ohren, keine Ohren,

ej svansar hava de!

keine Schwänze haben sie!

Ej öron, ej öron,

Keine Ohren, keine Ohren,

ej svansar hava de!

keine Schwänze haben sie!

Ko-ack-ack-a, ko-ack-ack-a,
 Ko-ack-ack-ack-ack-a.
 Ko-ack-ack-a, ko-ack-ack-a,
 Ko-ack-ack-ack-ack-a.

Små grisarna, små grisarna

Die kleinen Schweine, die kleinen Schweine

är lustiga att se.

sind lustig anzusehen.

Små grisarna, små grisarna

die kleinen Schweine, die kleinen Schweine

är lustiga att se.

sind lustig anzusehen.

Båd' öron, båd öron

Sowohl Ohren, sowohl Ohren

och svansar hava de!

als auch Schwänze haben sie!

Båd' öron, båd öron

Sowohl Ohren, sowohl Ohren

och svansar hava de!

als auch Schwänze haben sie!

Å nöff-nöff-nöff, å nöff-nöff-nöff,
 å nöff-nöff-nöff-nöff-nöff.
 Å nöff-nöff-nöff, å nöff-nöff-nöff,
 å nöff-nöff-nöff-nöff-nöff.